# Рудянский пруд
Рудя́нский пруд — пруд на реке Нейве, в районе посёлка Нейво-Рудянка Свердловской области России. Пруд создан в 1810 году при строительстве Нейво-Рудянского завода.

## История
Рудянский пруд создан в 1810 году при строительстве Нейво-Рудянского чугнуноплавильного и железоделательного завода. Вскоре на его берегах было найдено золото. На других заводах владельцы старались поднять плотину для увеличения запасов воды — здесь же площадь пруда уменьшили. К 1887 году была отсыпана дамба, и часть пруда, которая получила название Разрезы, была осушена. На северо-восточном берегу пруда, вдоль Палёной горы, был создан Мариинский прииск. Назван прииск по наименованию Мариинского болота, тянувшегося вдоль берега. В нём также добывали торф, использовавшийся в качестве топлива на завод для паровой машины. В те времена и появился в плотине второй водослив, а в посёлке второе русло, которое сейчас является частью реки Хмелёвки.

Путеводитель 1899 года пишет: 
«Подъезжая по железной дороге к Рудянке, можно видеть только громадные отвалы торфов и гали, целый ряд приисковых разрезов и шурфов. Золотой промысел существует в Рудянке около 25 лет и в прежнее время служил главным источником дохода для местных жителей; ныне в Рудянке хотя тоже добывается до 10 пудов золота в год, но богатых по содержанию золота площадей уже не осталось»
В начале XX века зеркало пруда рассекла вторая дамба, от завода до Костина мыса. Сделали её для того, чтобы «грязная» вода от нейтрализации кислотных вод в Белореченских шахтах и после Илового химического завода как можно меньше смешивалась с «чистой» водой пруда. Эта дамба поделила пруд на Чистое и Грязное.

## География
Рудянский пруд расположен в верховьях реки Нейвы, ниже по течению реки двух верх-нейвинских прудов, к востоку от горной цепи Среднего Урала. Площадь пруда — 5,52 км². Длина водоёма — 6 км, ширина — 1,9 км. Высота над уровнем моря — 245 м.
На Рудянском пруду, преимущественно на северном и северо-восточном берегах, расположен старый уральский посёлок Нейво-Рудянка. Здесь река Нейва перегорожена плотиной бывшего Нейво-Рудянского завода. Вдоль берегов пруда расположены также рудянские улицы: Степана Разина, Заводская, Станционная. На берегах пруда расположены небольшие возвышенности: Палёная гора, гора Любви и Казёнка.
Кроме того, в Рудянский пруд впадает и вытекает из него река Хмелёвка — левый приток Нейвы. Таким образом, Рудянский пруд расположен фактически на двух реках сразу. Пруд не представляет собой единую водную поверхность, а состоит из трёх больших котловин: северо-западной (на реке Хмелёвке), южной и северо-восточной (на реке Нейве). Эти котловины отделены друг от друга искусственными дамбами, по которым даже может проехать транспорт. В районе впадения Нейвы в пруд и её течении между южной и северо-восточной котловинами на реке расположены броды.
К югу от пруда находится закрытый город Новоуральск. Всего в 0,5 км к юго-западу от пруда уже расположена промплощадка Уральского электрохимического комбината. На юго-западном берегу находится насосная станция. В 1950-е годы пруд использовался в качестве охладителя реакторов комбината.
На южном берегу пруда в него впадают реки Нейва и Казанка, а на западном — Семь Речек, Большая Белая и Хмелёвка. Также здесь расположено Алексеевское болото — памятник природы областного значения. На северо-востоке пруда в него впадает ручей Светлый, который протекает через расположенное вблизи пруда Светлое озеро. Восточный берег занят болотами, за которыми расположен лес и участок Екатеринбург — Нижний Тагил Свердловской железной дороги.

## Данные водного реестра
По данным государственного водного реестра России, Рудянский пруд относится к Иртышскому бассейновому округу, речному бассейну Иртыша, речному подбассейну Тобола. Водохозяйственный участок — Нейва от истока до Невьянского гидроузла.
Код объекта в государственном водном реестре — 14010501621211200010819